# Hans Thill

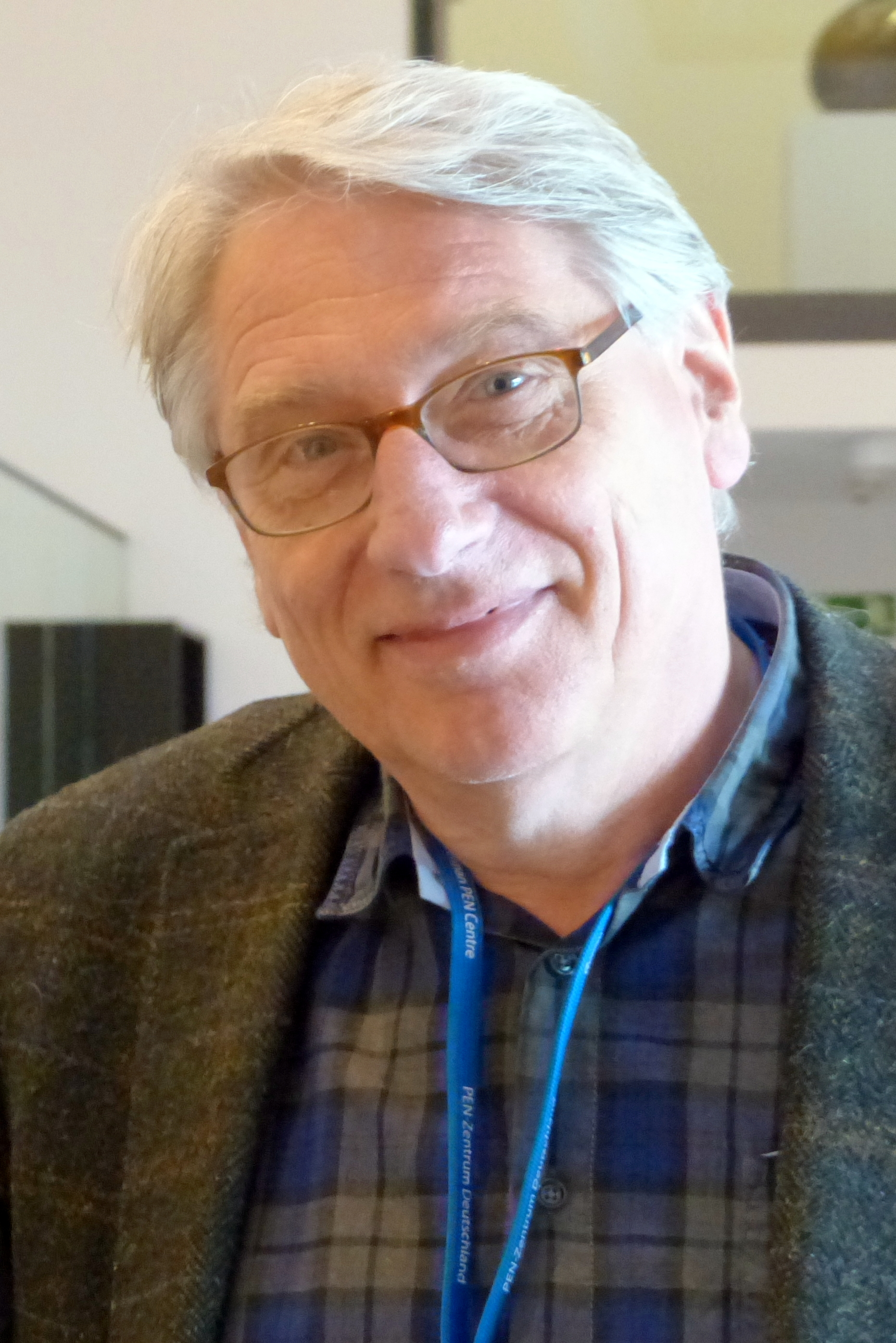
Hans Thill (2017)

Hans Thill (* 1. Oktober 1954 in Baden-Baden) ist ein deutscher Autor und Übersetzer. Er lebt in Heidelberg und ist Mitglied des PEN-Zentrums Deutschland.

## Leben
Thill wuchs in Bühl auf. Er studierte Sprachen in Heidelberg sowie Jura, Germanistik und Geschichte. 1978 gründete er zusammen mit Angelika Andruchowicz, Manfred Metzner, Ulla Tripp und Dorothea Lang den Verlag Das Wunderhorn. Er hat zahlreiche Bücher aus dem Französischen übersetzt. Seit 2000 ist er Leiter der Reihe Poesie der Nachbarn – Dichter übersetzen Dichter, von 2010 bis 2024 war er künstlerischer Leiter des Künstlerhauses Edenkoben. 2012 hielt er die Poetikvorlesung an der Theologischen Fakultät der Humboldt-Universität zu Berlin. Hans Thill, auch 
»Writers-for-Peace«-Beauftragter, war bis April 2017 Beisitzer im Präsidium des deutschen PEN. 

## Bibliografie

### Lyrik und Prosa
- Gelächter Sirenen. Gedichte. Wunderhorn, Heidelberg 1985.
- Zivile Ziele. Gedichte. Wunderhorn, Heidelberg 1995.
- Kopfsteinperspektive. Post aus Plovdiv und Sofia. Wunderhorn, Heidelberg 2000.
- Wetterseite. Gedichte. In: Gregor Laschen (Hg.): An die sieben Himmel. Sieben Dichter besuchen sieben Landschaften. Wunderhorn, Heidelberg 2002.
- Kühle Religionen. Gedichte. Wunderhorn, Heidelberg 2003, ISBN 978-3-88423-212-5.
- Museum der Ungeduld. Gedichte. Wunderhorn, Heidelberg 2010.
- Das Buch der Dörfer. Berlin (Matthes & Seitz) 2014.
- Ratgeber für Zeugleute. Gedichte. Berlin (Brueterich Press) 2015.
- Der heisere Anarchimedes. Gedichte. Reihe Neue Lyrik, Band 16. poetenladen, Leipzig 2020, ISBN 978-3-948305-04-8.
- in riso / der dürre Vogel Bin / kälter als / Dunlop. Gedichte. roughbook 035, Schupfart 2021, ISBN 978-3-906050-12-6.
- Neue Dörfer. Kleine Prosa. poetenladen, Leipzig 2023, ISBN 978-3-948305-21-5.
- Karaoke 2. Gedichte. Engeler Verlage, Band 20 der Neuen Sammlung, Schupfart 2024, ISBN 978-3-907369-03-6.

### Herausgeberschaften (Auswahl)
- Raymond Queneau, Unwahrscheinliche Flausen bekehrter Sodomiten. Die schönsten Texte. Wagenbach, Berlin 2003.
- Wozu Vögel, Bücher, Jazz. Poesie aus England. Wunderhorn, Heidelberg 2005.
- Vorwärts, ihr Kampfschildkröten. Poesie aus der Ukraine. Wunderhorn, Heidelberg 2006.
- Das verborgene Licht der Jahreszeiten. Poesie aus der Schweiz. Wunderhorn, Heidelberg 2007.
- Geburt eines Engels. Poesie aus Slowenien. Wunderhorn, Heidelberg 2008.
- Schlittenspur durch den Sommer. Poesie aus Schweden. Wunderhorn, Heidelberg 2009.
- Konzert für das Eis. Poesie aus Kroatien. Wunderhorn, Heidelberg 2010.
- Meine schlichten Reisen. Poesie aus Belgien. Wunderhorn, Heidelberg 2010.
- Geständnis eines Despoten. Poesie aus Bosnien-Herzegowina. Wunderhorn, Heidelberg 2013.
- In meinem Mund ein Bumerang. Poesie aus der Türkei. Wunderhorn, Heidelberg 2013.
- Stillleben mit Crash. Gedichte aus Polen. Wunderhorn, Heidelberg 2014.
- Storch im Schnee. Gedichte aus Serbien. Wunderhorn, Heidelberg 2017.
- Unter der dünnen Mondsichel. Gedichte aus Schottland. Wunderhorn, Heidelberg 2020

Zusammen mit Michael Braun die Anthologien
- Punktzeit. Deutschsprachige Lyrik der achtziger Jahre. Wunderhorn, Heidelberg 1987.
- Das verlorene Alphabet. Deutschsprachige Lyrik der neunziger Jahre. Wunderhorn, Heidelberg 1998.
- Lied aus reinem Nichts. Deutschsprachige Lyrik des neuen Jahrtausends. Wunderhorn, Heidelberg 2010.
- Aus Mangel an Beweisen. Deutsche Lyrik 2008-2018. Wunderhorn, Heidelberg 2020.

Zusammen mit Gregor Laschen
- Leb wohl lila Sommer. Poesie aus Rußland. Wunderhorn, Heidelberg 2004.
- Wozu Vögel, Bücher, Jazz. Poesie aus England. Wunderhorn, Heidelberg 2005.
- Vorwärts ihr Kampfschildkröten! Poesie aus der Ukraine. Wunderhorn, Heidelberg 2006.
- Das verborgene Licht der Jahreszeiten. Poesie aus der Schweiz. Wunderhorn, Heidelberg 2007.

### Übersetzungen (Auswahl)
- Yvan Goll: Berlin Sodom. Berlin (Rotbuch) 1985.
- Guillaume Apollinaire: Erzketzer & Co. Wunderhorn, Heidelberg 1986.
- Fawzi Mellah: Die Irrfahrt der Königin Elissa. Frankfurt a. M. (Eichborn) 1989.
- Fawzi Mellah: Konklave der Klageweiber. Frankfurt a. M. (Eichborn) 1990.
- Philippe Soupault: Geschichte eines Weißen. Wunderhorn, Heidelberg 1990.
- Jean Giono: Der Deserteur. Frankfurt a. M. (Suhrkamp) 1992.
- Philippe Soupault: Der schöne Heilige. Wunderhorn, Heidelberg 1992.
- Philippe Sollers: Portrait des Spielers. Wunderhorn, Heidelberg 1992.
- Félix Fénéon: 1111 wahre Geschichten. Frankfurt a. M. (Die Andere Bibliothek Hg. Hans Magnus Enzensberger) 1993
- Abdelwahab Meddeb: Talismano. Wunderhorn, Heidelberg 1993.
- Assia Djebar: Fern von Medina. Zürich (Unionsverlag) 1994.
- Assia Djebar: Weißes Algerien. Zürich (Unionsverlag) 1996.
- Mona Ozouf: Das Pantheon / Freiheit, Gleichheit, Brüderlichkeit. Berlin (Wagenbach) 1996.
- Sélim Nassib: Stern des Orients. Wunderhorn, Heidelberg 1997.
- Assia Djebar: Weit ist mein Gefängnis. Zürich (Unionsverlag) 1997.
- Abdelwahab Meddeb: Aya. Wunderhorn, Heidelberg 1998.
- Maurice Joly: Das Handbuch des Aufsteigers. Frankfurt (Die Andere Bibliothek) 2001.
- Francis Carco: Jesus Schnepfe. Wunderhorn, Heidelberg 2002.
- Raymond Queneau: Vom Nutzen und Nachteil der Beruhigungsmittel. Erzählungen. Berlin (Wagenbach) 2002 (sowie weitere Titel von Queneau in diesem Verlag)
- Abdelwahab Meddeb: Ibn Arabis Grab. Gedichte. Wunderhorn, Heidelberg 2004.
- Abdelwahab Meddeb: Die Krankheit des Islam. Zusammen mit Beate Thill. Wunderhorn, Heidelberg 2002.

### Vertonungen
- Christian Jost, Paradox. Besetzung: Sopran, Englischhorn, Viola, Violoncello und Klavier. Uraufführung 23. Januar 2000. Mit Christian Jost, Stella Doufexis, Deutsches Kammerorchester; Philharmonie Berlin.
- Jakub Sarwas, Moro Lasso (Gesualdo-Projekt). Besetzung: Chor und Orchester. Uraufführung 27. Juli 2012. Mit Walter Nußbaum, Schola Heidelberg, Ensemble Aisthesis; Hebel Halle Heidelberg.
- Karin Haußmann, vox mortis/alldie gesualdi. Besetzung: Chor und Orchester. Uraufführung 27. Juli 2012, Walter Nußbaum, Schola Heidelberg, Ensemble Aisthesis; Hebel Halle Heidelberg.
- Alexander Keuk, Ein Tropfen, ein Schluck in der Höhe. Besetzung: Alt, Tenor, Chor und Orchester. Uraufführung 8. Dezember 2013. Mit Ekkehard Klemm, Julia Böhme, Falk Hoffmann, Singakademie Dresden, Sinfonietta Dresden; Lukaskirche (Dresden).

## Auszeichnungen
- 1985: Hungertuch-Preis des Hessischen Literaturbüros für Gelächter Sirenen
- 2004: Peter-Huchel-Preis für Kühle Religionen
- 2012: Poetikdozentur an der Humboldt-Universität Berlin
- 2013: Poetikdozentur der Universität Mainz
- 2021: Basler Lyrikpreis